# Richard D. Hubbard

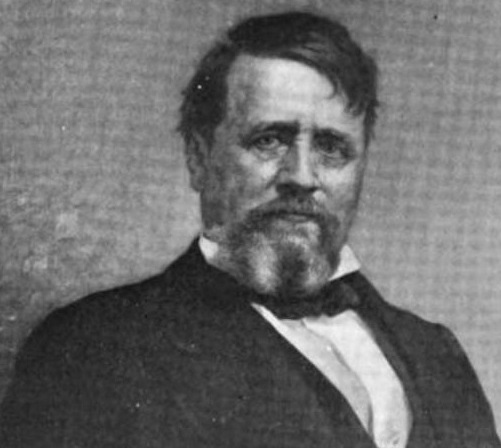
Richard D. Hubbard

Richard Dudley Hubbard (* 7. September 1818 in Berlin, Connecticut; † 28. Februar 1884) war ein US-amerikanischer Politiker und von 1877 bis 1879 Gouverneur des US-Bundesstaates Connecticut. Er war Mitglied der Demokratischen Partei.

## Frühe Jahre und politischer Aufstieg
Hubbard wurde früh zur Waise. Er graduierte 1839 an der Yale University, studierte anschließend Jura und bekam dann 1842 seine Zulassung als Anwalt. Danach entschloss er sich in die Politik zu gehen: Er kandidierte für einen Posten im Repräsentantenhaus von Connecticut und siegte. Dort diente er zwischen 1842 und 1855 sowie auch 1858. Er war auch als Staatsanwalt von Hartford County zwischen 1846 und 1868 tätig. Ferner gehörte er auch dem US-Repräsentantenhaus zwischen 1867 und 1869 an.

## Gouverneur von Connecticut
Hubbard wurde am 7. November 1876 zum Gouverneur von Connecticut gewählt und am 3. Januar 1877 in sein Amt vereidigt. Während seiner Amtszeit wurde ein Gesetz erlassen, das einer Ehefrau die gleichen Eigentumsrechte wie ihrem Ehemann gab, sowie ein Gesetz, die die staatliche Gesundheitsbehörde (State Board of Health) schuf. Es wurde ein Ausschuss gebildet, um Connecticuts Dämme und Reservoirs zu bewirtschaften, sowie Verordnungen verbessert, die das Versicherungswesen begünstigten. Hubbard wurde nicht für eine weitere Amtszeit gewählt, verließ sein Amt und zog sich aus dem öffentlichen Dienst zurück.

## Weiterer Lebenslauf
Er kehrte zu seiner Tätigkeit als Anwalt in Hartford zurück. Dort schuf er sich als talentierter und wortgewandter Redner einen Ruf.
Richard D. Hubbard verstarb am 28. Februar 1884 und wurde dann auf dem Cedar Hill Cemetery beigesetzt. Er war mit Mary Juliana Morgan verheiratet. Das Paar hatte sechs gemeinsame Kinder.